# Giorgia Priarone
Giorgia Priarone (1992) es una deportista italiana que compite en duatlón. Ganó una medalla en el Campeonato Mundial de Duatlón de 2025 y tres medallas en el Campeonato Europeo de Duatlón entre los años 2016 y 2022.

## Palmarés internacional
| Campeonato Mundial | Campeonato Mundial  | Campeonato Mundial | Campeonato Mundial |
| Año                | Lugar               | Medalla            | Prueba             |
| ------------------ | ------------------- | ------------------ | ------------------ |
| 2025               | Pontevedra (España) | Medalla de oro     | Individual         |
| Campeonato Europeo |                     |                    |                    |
| Año                | Lugar               | Medalla            | Prueba             |
| 2016               | Kalkar (Alemania)   | Medalla de oro     | Individual         |
| 2022               | Bilbao (España)     | Medalla de oro     | Individual         |
| 2023               | Caorle (Italia)     | Medalla de bronce  | Individual         |